# Albert Yorke

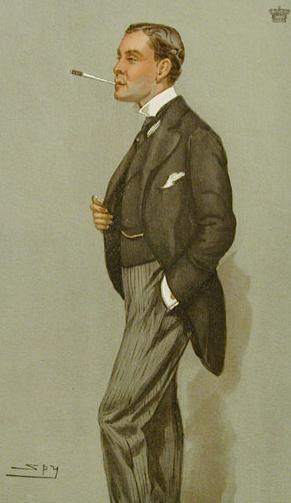
Lord Hardwicke

Albert Edward Philip Henry Yorke (ur. 14 marca 1867, zm. 29 listopada 1904) – brytyjski arystokrata i polityk, jedyny syn i najmłodsze dziecko Charlesa Yorke'a, 5. hrabiego Hardwicke i lady Sophii Wellesley, córki 1. hrabiego Cowley.
Tytuł hrabiego Hardwick odziedziczył w 1897 r. po śmierci swojego ojca. W 1900 r. został podsekretarzem stanu w ministerstwie ds. Indii. Na tym stanowisku pozostawał przez 2 lata, kiedy w 1902 r. objął analogiczne stanowisko w ministerstwie wojny, które sprawował do 1903 r. Zmarł nagle rok później, w wieku 37 lat. Nigdy się nie ożenił i nie pozostawił potomstwa. Tytuł hrabiowski przypadł jego kuzynowi, Johnowi.